# Mutten
Mutten (rätoromanska: Mut) är en ort och tidigare kommun i regionen Viamala i kantonen Graubünden, Schweiz. Mutten utgör sedan 2018 en exklav till kommunen Thusis. Den ligger på berget Muttnerhorns norra sluttning mot Albuladalen.

## Historia
Mutten började bebyggas av walser efter år 1300, efter att ha brukats till fäboddrift av bönder från Stierva och Zillis, och har sedan dess varit tyskspråkigt. Kyrkan byggdes 1583, i samband med att byn gick över till den reformerta läran.

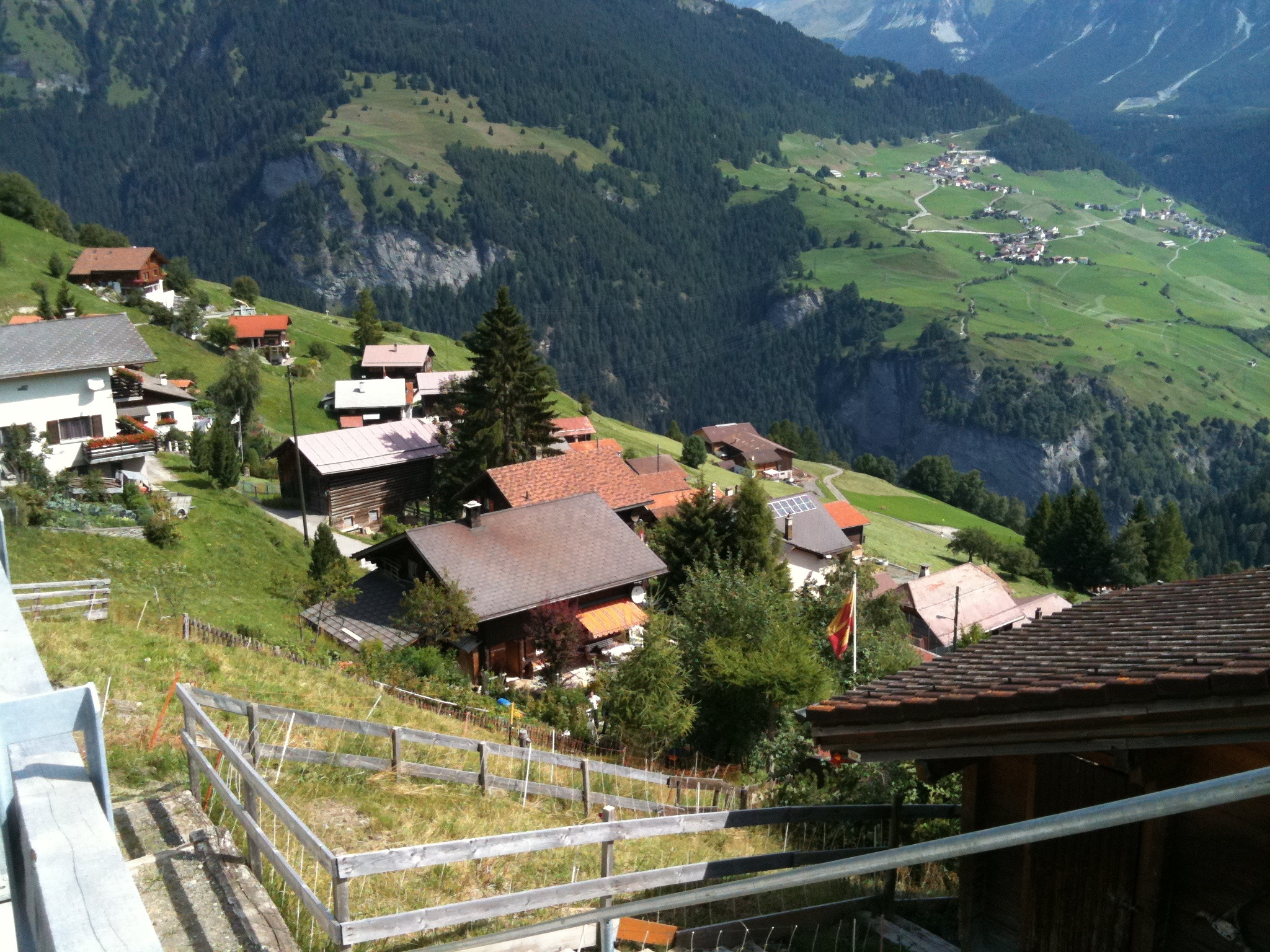
Mutten